# Cédric Boussoughou
Cédric Boussoughou Mabikou (Moanda, 20 de julho de 1991) é um futebolista profissional gabonense que atua como meia.

## Carreira
Cédric Boussoughou fez parte do elenco da Seleção Gabonense de Futebol da Olimpíadas de 2012.